# 吉本修平
しゅうへい（しゅうへい、1984年7月16日  - ）は、日本の男性声優、俳優。大阪府出身。
鹿児島県霧島市（旧国分市）生まれ、大阪府富田林市育ち。大阪府立藤井寺工業高等学校卒業。血液型B型。

## 人物・略歴
声は高く年齢より若い役を演じる事が多い。舞台では、ひょうきんな役・硬派・軟派等と様々な役柄を演じる。
2016年での舞台でアクションを経験し現在は体を鍛える事が趣味になっている。
呼ばれ方がファーストネームなので吉本修平からしゅうへいにここ2014年より改名
新藤栄作が主宰するアクティング・ラボ無現の舞台に出ている。苦手なシェイクスピアを好きになれたと言っている。
声優の勉強の為に劇団に入ったが人前での芝居が楽しくて高校を卒業してからの劇団つつじ満開座で芝居を続ける。
声優仲間の畠山豪介と良く夫婦と言われていた程、仲が良く一時期はずっと一緒に居た。
高校時代はソフトテニスを最終学年で設立し全国大会に出場（本人曰くペアが強かったからとの事）。
高校の最後の大会の2日前に原付で転倒してしまい骨折と足首に13針縫う大けがをしたのにも関わらず出場する程にソフトテニスに熱中していた。
卒業後も母校の部活に顔を出しては後輩に弄られるという受け身キャラ。
現在はフリーとして活動しリーディングライブや舞台を中心に活動している
2019年3月9日からうらら市川にてしゅうへいの今日も大入袋のラジオのメインパーソナリティーになる

## 出演作

### 吹き替え
- ブラック・インフェルノ（アントワーヌ、ランコブ等）
- Captain DRAKE（海賊役、夜の見張り役、スペイン兵）
- HOAX（ロバー役、警備員役、パイロット役、ラジオ男）
- Sympathy for Delicious（ジェリー）
- 彼と私と両家の事情（医師）

### ゲーム
- 恋するベルサイユ 　レオン
- CROSS†CHANNEL 〜For all people〜 学生、サメ

モーションコミック
- MURCIELAGO -ムルシエラゴ　警察署長、警察官

### BeeTV
- 刃牙 村上、トミー 、不良、ジム生、隊員B

### 舞台
2019年
- 劇団青色鉛筆　ジョンとメリーと僕と　大賀、ガテン系大工

2018年
- 演劇研究所ガラクタらぼ　SCRAPPED HEARTS　エンブ

2017年
- 演劇研究所ガラクタらぼ　ヨミノサクラ　健太郎

2016年
- team3　輝夜ものがたりStory Behind the Birth 　ター

2014年
- アクティング・ラボ無現 フェイク・恋の骨折り損　ロンガヴィル

2013年
- アクティング・ラボ無現 フェイク・ヴェニスの商人　ランスロット

2002〜2010年
劇団つつじ満開座
- 雲の上の困ったちゃん
- 定年ラプソディ　息子
- ロールプレイ　息子
- 幸運のノート（3回公演）　北野
- Dear My Family　オタクの息子
- おとぎの国のあすか（2回公演）　桃太郎・猪八戒
- くまあらし！　勅使河原
- 空とタンポポのあいだで
- 怪人二十面相VS裁判員（3回公演中2回）　裁判官・裁判員
- 九十九百物語　息子
- しあわせのコロッケ　〜桜通り商店街の作戦〜　公太郎

### リーディングライブ
- 鏡の国のアリス
- 頭のうちどころの悪かった熊の話
- ワンスアホナタイム
- 銀河鉄道の夜
- 宮沢賢治短編集
- 百鬼夜話86to94